# Mongoloraphidia (Hissaroraphidia) martynoviella
Mongoloraphidia (Hissaroraphidia) martynoviella is een kameelhalsvliegensoort uit de familie van de Raphidiidae. De soort komt voor in Tadzjikistan.
Mongoloraphidia (Hissaroraphidia) martynoviella werd voor het eerst wetenschappelijk beschreven door H. Aspöck & U. Aspöck in 1968.